# Giovanni Domenico Peri
Giovanni Domenico Peri (Génova, 1590-1666) fue un economista italiano.

## Biografía

Il negotiante, 1697 (Fondazione Mansutti, Milán).

Desde 1648 hasta 1650, gestionó una imprenta en Génova. A partir de 1638, escribió un tratado de comercio llamado "Negotiante", que se considera el primer libro de texto de economía empresarial (economía aziendale) en Italia. Además de brindar información sobre gestión empresarial, la obra incluye fórmulas de correspondencia, ejemplos de registros en partida doble y cuestiones legales, en particular sobre contratos de seguro. La primera parte se publicó en 1638, la segunda en 1647, la tercera en 1651 con el título "I frutti di Albaro", mientras que la última fue impresa en Venecia por Giacomo Hertz en 1665. En particular, "I frutti di Albaro" ofrece un panorama económico y comercial no solo de la región de Génova, proporcionando detalles sobre la fabricación de papel, los contratos de préstamos en ferias internacionales, la navegación y la piratería en el siglo XVII.
El historiador belga Raymond de Roover describió la obra de Peri como "el manual más importante para la práctica de los negocios".